# De Waal
De Waal (Tessels: de Wéél) is een dorp in de gemeente Texel in de provincie Noord-Holland.
De Waal is met 275 inwoners (2023) het kleinste dorp op het Nederlandse waddeneiland Texel. Het dorp bestond al in de 12e eeuw, en heeft tot 1613 aan zee gelegen. Na droogmaking van de polder Waal en Burg bevindt het zich echter midden op het eiland. In het dorp bevindt zich het Cultuur Historisch Museum.
Volgens de volksverhalen leven de Sommeltjes nabij De Waal, op de Sommeltjesberg.

## Galerij

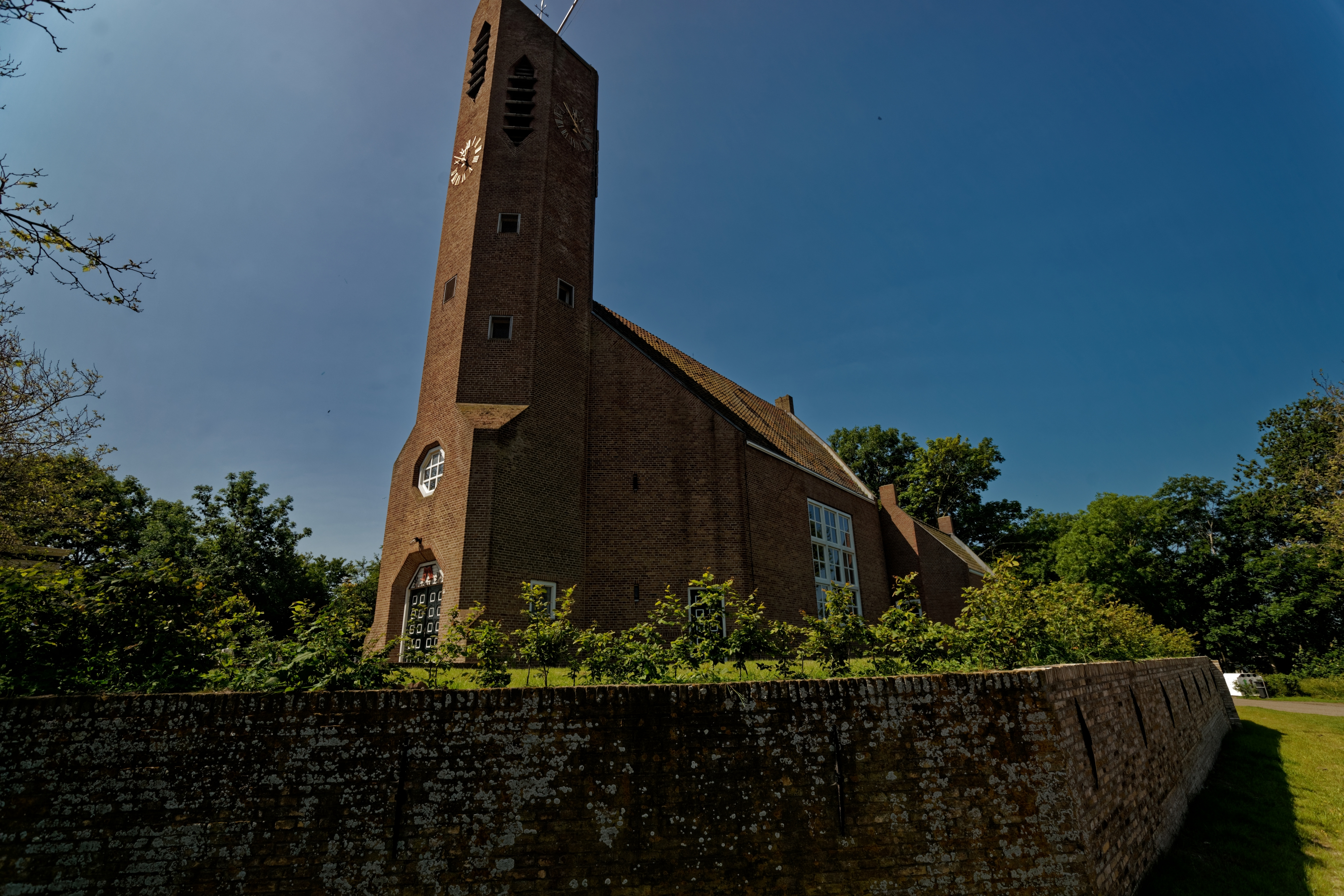
Hervormde kerk
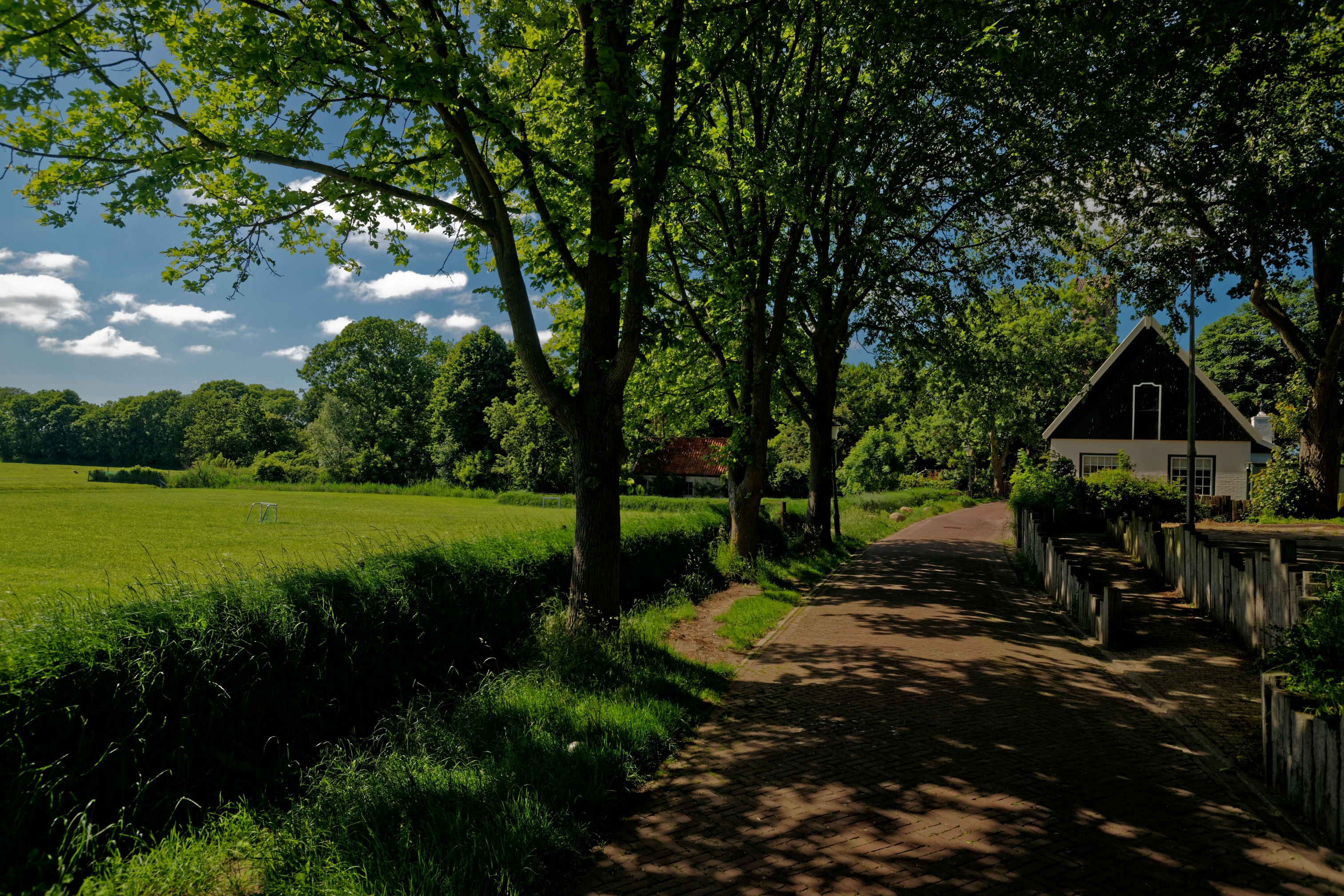
Langwaal
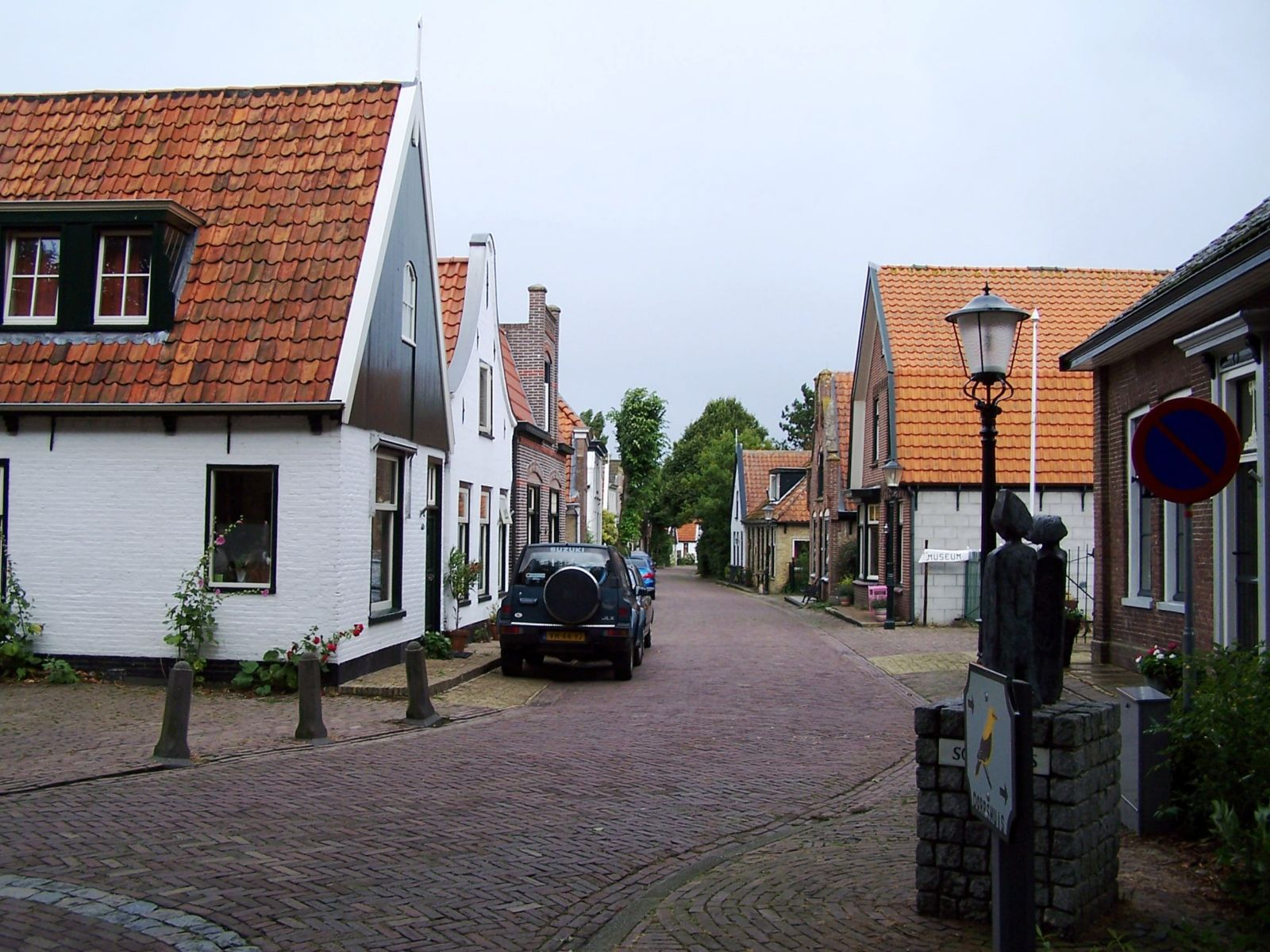
Hogereind
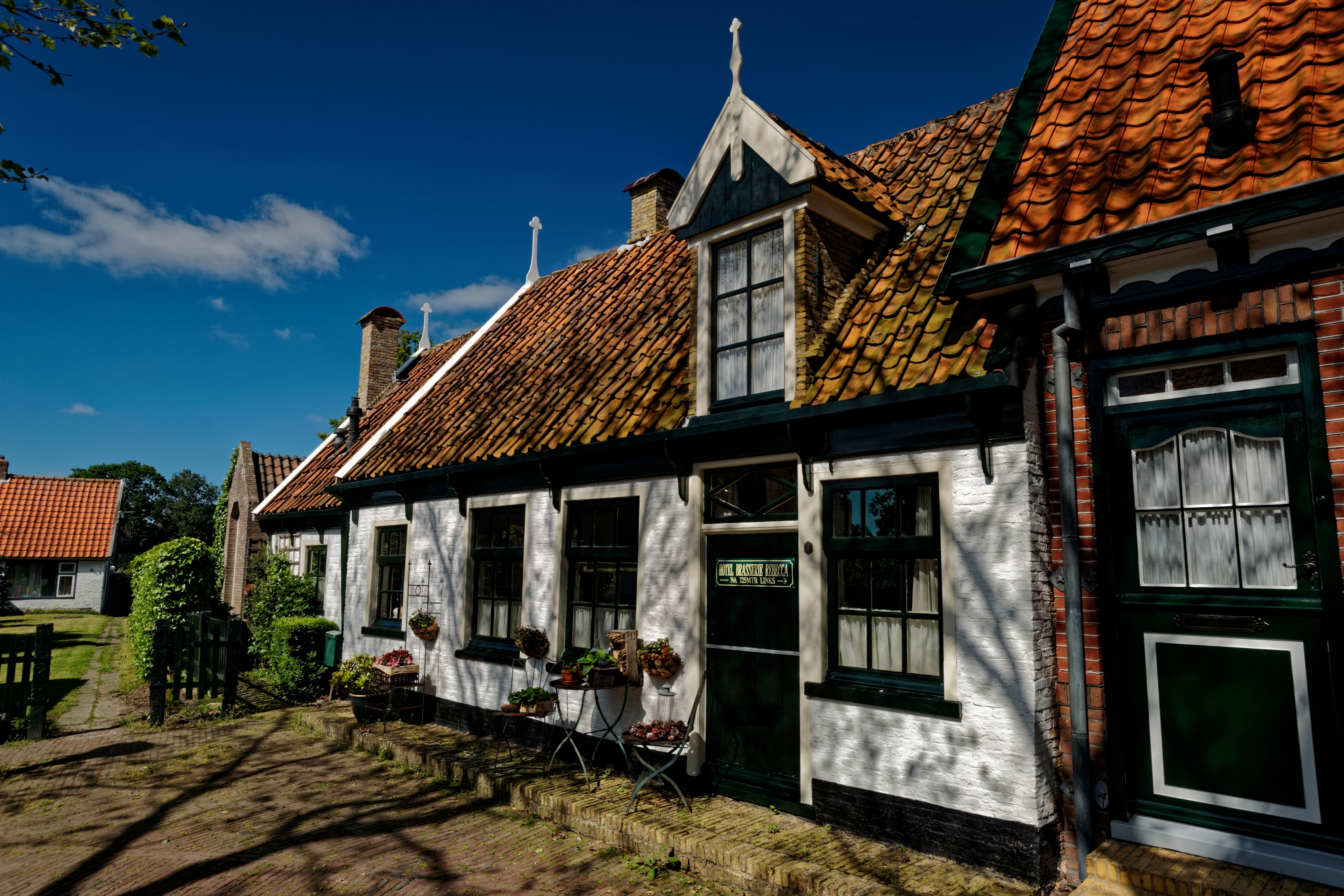
Hogereind